# Assassin's Creed Identity
Assassin's Creed Identity je akční adventura vyvinutá studiem Blue Byte a vydaná Ubisoftem. Po hře Assassin's Creed: Pirates se jedná o druhý exkluzivní titul ze série Assassin's Creed pro mobilní zařízení. Identity je také první mobilní hrou série, ve které hráč hraje z pohledu třetí osoby jako v hlavních konzolových dílech. Hra byla měkce spuštěna v roce 2014 ve formě free-to-play na Novém Zélandu a v Austrálii v App Storu. Celosvětově byla vydána 25. února 2016 na iOS a 18. května téhož roku na Androidu, kde byla vydána spolu s DLC. Příběh se odehrává v období renesance v Itálii, a to ve Florencii počínaje rokem 1515.